# Statius Borcholten
Statius Borcholten, auch Borcholt (* 1. März 1569 in Rostock; † 1617 in Celle), war Jurist und Kanzler im Dienste des Herzogs Friedrich Ulrich zu Braunschweig-Wolfenbüttel.

## Leben
Statius Borcholten war der Sohn des Rechtsprofessors Johannes Borcholt und Enkel des Ratsherrn Statius Borcholt (d. Ä.). Er studierte Jura in Helmstedt, Rostock und Heidelberg, wo er 1595 zum Doktor der Rechte promovierte.
Ende 1595 erhielt Borcholten eine außerordentliche Rechtsprofessur an der Universität Helmstedt. Da ihm keine ordentliche Professur angeboten wurde, nahm er ab 1604 eine praktische Tätigkeit auf. Zunächst wurde er Hofrat in der Justizkanzlei zu Celle, dann Geheimer Rat und schließlich 1617 Kanzler im Dienste des Herzogs Friedrich Ulrich zu Braunschweig bei der Regierung des Fürstentums Grubenhagen.
Borcholten verfasste mehrere rechtswissenschaftliche Schriften und gab im Jahr 1600 die gesammelten Gerichtsgutachten seines Vaters Johannes Borcholt heraus.

## Werke (Auswahl)
- Disputatio feudalis publica prima continens originem, definitionem et diuisiones feudi. 1595
- Theses ex impensæ triplici de verb. signif. desumptae. 1595
- Commentaria, in consuetudines feudorum. Lucius 1596
- Quæstionum iuris decades duae. 1596
- Consilia sive responsa juris von Johannes Borcholten, hrsg. von Statius Borcholten, 1600